# Pierre Jules Amadieu
Pierre Jules Amadieu né le 6 août 1816 à Payrac, dans le Lot, et tué le 16 août 1870 à la bataille de Rezonville, est un colonel français.

## Biographie

### Famille
Il est le fils d'Antoine Amadieu et d'Anne Vernet. Le 10 mars 1858, il épouse Marguerite Cavaignac de la Lande petite-fille de Jean-Baptiste Cavaignac de Lalande. Ils ont pour fils Raoul Amadieu né vers 1860.

### Formation
Élève de la Flèche en 1827, admis dans la dix-septième promotion de Saint-Cyr le 13 novembre 1834, il en sort le 14 octobre 1836, comme sous-lieutenant. Il est promu lieutenant le 2 janvier 1841 au 23e régiment d'infanterie légère de Saint-Denis, et capitaine le 19 mai 1846.

### Carrière
Le 21 août 1848, Amadieu prend le commandement d'une compagnie. Le 13 novembre, il est nommé au 51e de ligne, alors en Algérie. Le 20 janvier 1849, le capitaine Amadieu s'embarque pour traverser la Méditerranée. Il reste en Algérie jusqu'au 23 septembre 1850, presque toujours en expédition. Avec le premier bataillon, il prend part à l'expédition de 1850 en Kabylie sous les ordres du colonel de Lourmel. Le 21 mai 1850, Amadieu s'illustre lors du combat d'Aïn Fouila face à deux mille kabyles composés en partie de Beni Himmels. Le 26 juin, lors du combat contre les Beni-Méraï et leurs alliés, il se distingue en se maintenant avec une poignée d'hommes sur une position vigoureusement attaquée par les kabyles. Il est récompensé le 9 août par la croix de chevalier de la Légion d'honneur.
En août 1854, durant la guerre de Crimée, il participe au débarquement et à la prise de la forteresse de Bomarsund en mer Baltique.
Nommé Chef de bataillon, le 10 août 1854, il rejoint le 48e de ligne à Amiens. Amadieu retourne en Algérie, embarqué le 8 octobre 1864 pour Oran. Il y gagne la croix d'officier le 7 janvier 1865. Nommé lieutenant-colonel le 12 août 1866, il se rend à Mostaganem au 82e de ligne
. Amadieu quitte l'Algérie le 7 avril 1867 pour aller tenir garnison à Perpignan.

### Mort
Colonel du 75e de ligne le 3 août 1869, il fait la campagne de 1870. Au sein de la 3e division du 6e corps d'armée du maréchal Canrobert, son régiment est engagé dans la bataille de Rezonville, le 16 août 1870. Le colonel Amadieu conduit une seconde attaque contre Vionville. Blessé d'un coup de feu, il veut rester à cheval et continuer à commander son régiment. Il s'affaisse. Aux soldats qui viennent le relever, ses dernières paroles sont « Soldats ! Rappelez vous que la France se souvient de ceux qui meurent pour elle et que sur votre drapeau se trouvent ces mots : « Honneur, Patrie !» ». Il décède le lendemain,.

## Ouvrage
- Capitaine Amadieu, Expédition de Kabylie, colonne de Lourmel, 70 pages, 1850[13].

## Décoration
- Croix de la Légion d'honneur le 9 août 1850[14], promu officier le 7 janvier 1865.